# Europese PGA Tour 2013

De Europese PGA Tour van 2013 begon al in december 2012. Er stond toen een nieuw golftoernooi in Zuid-Afrika op de agenda, het Nelson Mandela Kampioenschap in Durban, dat ook  meetelde voor de Sunshine Tour en dat van 6-9 december gespeeld werd. Eind februari stond er nog een nieuw Zuid-Afrikaans toernooi op de agenda, het Tshwane Open. De golfbaan van Copperleaf is door Ernie Els ontworpen. In november is ook een nieuw toernooi, het Turks Open in Belek.
| Van              | Tot   | Toernooinaam                            | Baan                                      | Winnaar                   | Score | Score | Prijzenpot     |
| 2012             | 2012  | 2012                                    | 2012                                      | 2012                      | 2012  | 2012  | 2012           |
| ---------------- | ----- | --------------------------------------- | ----------------------------------------- | ------------------------- | ----- | ----- | -------------- |
| 5-12             | 09-12 | Nelson Mandela Championship             | Royal Durban Golf Club, Durban            | Scott Jamieson po         | 123   | -7    | € 1.000.000    |
| 13-12            | 16-12 | Alfred Dunhill Championship             | Leopard Creek Golf Club                   | Charl Schwartzel          | 264   | -24   | € 1.500.000    |
| 2013             |       |                                         |                                           |                           |       |       |                |
| 10-01            | 13-01 | Volvo Golf Champions                    | Durban Country Club, Durban               | Louis Oosthuizen          | 272   | -16   | € 2.000.000    |
| 17-01            | 20-01 | Abu Dhabi HSBC Championship             | Abu Dhabi GC, Abu Dhabi                   | Jamie Donaldson           | 274   | -14   | $ 2.700.000    |
| 23-01            | 26-01 | Qater Masters                           | Doha Golf Club, Doha                      | Chris Wood                | 270   | -18   | $ 2.500.000    |
| 31-01            | 03-02 | Omega Dubai Desert Classic              | Emirates Golf Club                        | Stephen Gallacher         | 266   | -22   | $ 2.500.000    |
| 07-02            | 10-02 | Joburg Open                             | Royal Johannesburg and Kensington GC      | Richard Sterne            | 260   | -27   | € 1.300.000    |
| 14-02            | 17-02 | Afrika Open                             | East London Golf Club                     | Darren Fichardt           | 272   | -16   | € 1.000.000    |
| 20-02            | 24-02 | WGC - Accenture Match Play Championship | Dove Mountain                             | Matt Kuchar               | 269   | -19   | $ 8.750.000    |
| 28-02            | 03-03 | Tshwane Open                            | Copperleaf                                | Dawie Van der Walt        | 267   | -21   | € 1.500.000    |
| 07-03            | 10-03 | WGC - Cadillac Championship             | Doral Golf Resort, Florida                | Tiger Woods               | 269   | -19   | $ 8.750.000    |
| 14-03            | 17-03 | Avantha Masters                         | Jaypee Greens Golf Club                   | Thomas Aiken              | 265   | -23   | € 1,800,000    |
| 21-03            | 24-03 | Maleisisch Open                         | Kuala Lumpur G&CC                         | Kiradech Aphibarnrat      | 275   | -13   | US$ 2.750.000  |
| 28-03            | 31-03 | Trophée Hassan II                       | Golf du Palais Royal, Agadir              | Marcel Siem               | 270   | -18   | € 1.500.000    |
| 11-04            | 14-04 | US Masters                              | Augusta                                   | Adam Scott                | 279   | -9    |                |
| 18-04            | 21-04 | Spaans Open                             | El Saler                                  | Raphaël Jacquelin po      | 278   | -5    | € 1.500.000    |
| 25-04            | 28-04 | Ballantine's Kampioenschap              | Blackstone Golf Club                      | Brett Rumford po          | 277   | -11   | € 2.205.000    |
| 02-05            | 05-05 | Volvo China Open                        | Binhai Lake Golf Club, Tianjin            | Brett Rumford             | 272   | -16   | RMB 20.000.000 |
| 16-05            | 19-05 | Volvo World Matchplay Championship      | Kavarna, Bulgarije                        | Graeme McDowell           |       |       | € 3.000.000    |
| 16-05            | 19-05 | Madeira Islands Open                    | Santo da Serra Golf Club                  | Peter Uihlein             | 273   | -15   | €675.000       |
| 23-05            | 26-05 | Brits PGA Kampioenschap                 | The Wentworth Club                        | Matteo Manassero po       | 278   | -10   | €4,750,000     |
| 30-05            | 02-06 | Nordea Masters                          | Bro Hof Slott, Zweden                     | Mikko Ilonen              | 267   | -21   | € 1.500.000    |
| 06-06            | 09-06 | Lyoness Open powered by Greenfinity     | Diamond Country Club, Oostenrijk          | Joost Luiten              | 271   | -17   | € 1.000.000    |
| 13-06            | 16-06 | US Open                                 | Merion Golf Club, Ardmore                 | Justin Rose               | 281   | +1    |                |
| 13-06            | 16-06 | Najeti Hotels et Golfs Open             | Aa Saint-Omer Golf Club                   | Simon Thornton po         | 279   | -5    | € 500.000      |
| 20-06            | 23-06 | BMW International Open                  | Golfclub München Eichenried               | Ernie Els                 | 270   | -18   | € 2.000.000    |
| 27-06            | 30-06 | Iers Open                               | Carton House                              | Paul Casey                | 284   | -14   | € 2.000.000    |
| 04-07            | 07-07 | Frans Open                              | Le Golf National                          | Graeme McDowell           | 275   | -9    | € 3.000.000    |
| 11-07            | 14-07 | Schots Open                             | Castle Stuart Golf Club                   | Phil Mickelson po         | 274   | -17   | € 3.000.000    |
| 18-07            | 21-07 | 142ste Brits Open                       | Muirfield Golf Links, Schotland           | Phil Mickelson            | 281   | -3    | £ 5.250.000    |
| 25-07            | 28-07 | Russian Open                            | Tseleevo Golf & Polo Club, Moskou Regio   | Michael Hoey              | 272   | -16   | € 1.000.000    |
| 01-08            | 04-08 | WGC - Bridgestone Invitational          | Firestone Golf Club                       | Tiger Woods               | 265   | -15   | US$ 8.750.000  |
| 08-08            | 11-08 | US PGA Kampioenschap                    | Oak Hill Golf Club, Rochester, NY         | Jason Dufner              | 270   | -10   | $ 8.000.000    |
| 22-08            | 25-08 | Johnnie Walker Championship             | Gleneagles                                | Tommy Fleetwood           | 270   | -10   | € 1.400.000    |
| 29-08            | 01-09 | Wales Open                              | Celtic Manor Resort                       | Grégory Bourdy            | 276   | -8    | € 1.800.000    |
| 05-09            | 08-09 | European Masters                        | Crans                                     | Thomas Bjørn              | 264   | -20   | € 2.200.000    |
| 12-09            | 15-09 | KLM Open                                | Kennemer Golf & Country Club              | Joost Luiten po           | 268   | -12   | € 1.800.000    |
| 19-09            | 22-09 | Italiaans Open                          | Golf Club Torino                          | Julien Quesne             | 276   | -12   | € 1.500.000    |
| 26-09            | 29-09 | Alfred Dunhill Links Championship       | St Andrews Links                          | David Howell po           | 265   | -23   | € 5.000.000.   |
| 03-10            | 06-10 | Seve Trophy                             | Aa Saint-Omer Golf Club                   | Continentaal Europa       | 15-13 |       | €1.750.000     |
| 10-10            | 13-10 | Portugal Masters                        | Oceânico Golf, Vilamoura                  | David Lynn                | 266   | -18   | €2.000.000     |
| 17-10            | 20-10 | Perth International                     | Lake Karrinyup, Perth                     | Jin Jeong po              | 278   | -10   | $2.000.000     |
| The Final Series |       |                                         |                                           |                           |       |       |                |
| 24-10            | 27-10 | BMW Masters                             | Lake Malaren Golf Club, Shanghai          | Gonzalo Fernández-Castaño | 277   | -11   | $ 7.000.000    |
| 31-10            | 03-11 | WGC - HSBC Champions                    | Sheshan International Golf Club, Shanghai | Dustin Johnson            | 264   | -24   | $ 8.500.000    |
| 07-11            | 10-11 | Turks Open                              | The Montgomerie Maxx Royal, Belek         | Victor Dubuisson          | 264   | -24   | $ 7.000.000    |
| 14-11            | 17-11 | Dubai World Championship                | Jumeirah Golf, Dubai                      | Henrik Stenson            | 263   | -25   | $ 8.000.000    |

De World Cup of Golf 2013 werd gespeeld van 21-24 november op de Royal Melbourne Golf Club in Victoria, Australië.

1972 ·
1973 ·
1974 ·
1975 ·
1976 ·
1977 ·
1978 ·
1979 ·
1980 ·
1981 ·
1982 ·
1983 ·
1984 ·
1985 ·
1986 ·
1987 ·
1988 ·
1989 ·
1990 ·
1991 ·
1992 ·
1993 ·
1994 ·
1995 ·
1996 ·
1997 ·
1998 ·
1999 ·
2000 ·
2001 ·
2002 ·
2003 ·
2004 ·
2005 ·
2006 ·
2007 ·
2008 ·
2009 ·
2010 ·
2011 ·
2012 ·
2013 ·
2014 ·
2015 ·
2016